# Marcel Delannoy
Marcel Delannoy (* 9. Juli 1898 in La Ferté-Alais (Departement Seine-et-Oise); † 14. September 1962 in Nantes) war ein französischer Komponist.

## Leben und Wirken
Delannoy wurde als Sohn eines Ingenieurs in La Ferté geboren. Zunächst studierte er Architektur und Malerei an der École des Beaux-Arts in Paris. 1923 lernte er in Paris Arthur Honegger kennen. Bei ihm vervollständigte er seine zuvor autodidaktisch durchgeführten Musik- und Kompositionsstudien systematisch.
Die Uraufführung seiner Opéra-comique Le Poirier de misère 1927 an der Opéra Comique machte ihn schlagartig berühmt. Es folgten unter anderen Werken die Opern Philippine zur Pariser Weltausstellung 1937, Ginèvra (1942, nach Giovanni Boccaccio) und die Opéra féerique („Feenoper“) Puck (1949, nach William Shakespeare). An Balletten folgten Le Fou de la Dame (1929) und Les Noces fantastiques (1946). Weiterhin schrieb er Orchestersuiten, zahlreiche Bühnen-, Hörspiel- und Filmmusiken.
Delannoy war Mitglied der Jury des Conservatoire und des Rompreis-Institutes. Seit 1938 war er Ritter der Ehrenlegion.